# 宿敌 (电影)
是2013年加拿大与西班牙合拍的一部心理惊悚片。该片由M·A·法拉和尼夫·费奇曼制片，丹尼斯·维伦纽瓦导演，哈维尔·古隆改编自已故诺贝尔文学奖得主若泽·萨拉马戈2002年的小说《双生》。主演杰克·吉伦哈尔一人分饰两位相貌完全一样，但性格有别的男性。梅拉妮·罗兰、莎拉·加顿和伊莎贝拉·罗塞里尼联袂出演。影片是西班牙和加拿大制片公司的跨国合作。
影片入选2013年多伦多国际影展特别放映单元，于2013年9月8日首映。2014年3月14日，由A24发行，票房成绩340万美元，口碑不俗。影片荣膺第2届加拿大影视奖五项大奖，包括维伦纽瓦的最佳导演奖、加顿的最佳女配角奖和电影的最佳影片奖。该片还入围2014年多伦多影评人协会年度加拿大电影提名。

## 剧情
一名男子到地下俱乐部观看一对男女的情色表演。演出末尾，女演员赤身裸体，用脚上的高跟鞋踩死了银盘边的一只活的毒蜘蛛。
亚当·贝尔是大学历史系教授，平日过着静谧、单调的生活。一天在同事的建议下，他租了一部电影，名叫《有志者事竟成》（Where There's a Will There's a Way）。突然，他发现片中饰演腳夫的演员看起来长得和自己一模一样。通过在网上搜索资料，他了解到这位演员叫安东尼·克莱尔，艺名丹尼尔·圣·克莱尔。亚当又去租了安东尼出演的另外两部电影，开始对这位仿佛是自己分身的男子着迷。不久后，亚当在家里翻箱倒柜，找到一张长相和自己相像的男子照片，一只女性的手搭在他的肩膀上。然而，照片缺失了一部分，这名女子的身份很难辨认。
亚当跟踪安东尼，来到了他的事务所，藉此找到他的住处。驱车来到安东尼的公寓，亚当用公用电话打到安东尼家，安东尼的妻子海伦接了电话。海伦误把亚当的声音当成了安东尼的，认为安东尼在跟她开玩笑，但是亚当坚持自己不是安东尼。海伦感到恐慌，亚当匆忙挂掉电话。后来，海伦跟安东尼说了电话和亚当的事情，安东尼表示自己不知道亚当这个人。海伦不相信他，开始自己调查亚当，去亚当教书的大学，约他出来。海伦坐在教室外的长凳等待他，一看到他，便被他和自己丈夫相似的长相震惊了。亚当不知道海伦是谁，跟对方寒暄几句后，便回到课室上课了。
安东尼最终给亚当回电话，两人同意在酒店房间会面。他们发现对方跟自己长得简直一模一样，连疤痕都是相同的。亚当对安东尼的直接性格及完全相似的外表感到吃惊，因此感到不安和不舒服。他跟安东尼说见面不合适，便走出酒店房间离开了。第二天，安东尼跟踪亚当，看到了亚当的女朋友玛丽，玛丽的外表吸引住安东尼。他戴上黑色头盔遮住脸，骑摩托车尾随她。
安东尼打算无端指责安东尼和他的妻子发生性关系，这样一来，他便可以羞辱亚当，促使对方放弃和玛丽共度周末的时间。安东尼威胁亚当，要他让自己跟玛丽出门过一个浪漫的周末，还要了亚当的衣服和车钥匙。他表示过完周末，自己便会永远消失。亚当顺从了，安东尼下班后就把玛丽带去酒店。
就在两人约会的时候，亚当来到安东尼的公寓，打算报复安东尼。然而他没有安东尼公寓的钥匙，辛亏公寓的管理员认为他是安东尼，他才能够进门，尽管管理员拼命问“安东尼”可不可以再带他去地下的情色俱乐部。在安东尼的家，亚当在架子上找到一张装上相框的照片，框中的照片完好无损，上面的女子就是海伦。这时海伦回来，亚当开始假装安东尼，海伦似乎没有看穿。海伦隐瞒了他对亚当的怀疑，请他跟自己上床，佯装自己没有注意到这次交换。海伦搂住亚当，问他“今天在学校过得还好吗？”亚当虽然很吃惊，但是假装不知道，海伦也就没有追问。那天晚上，海伦醒来走到客厅，发现亚当在哭泣，并道起歉来。海伦希望亚当留下，两人做了爱。
酒店房间中的玛丽做起爱来，发现安东尼手上有戒指的印记。她很害怕，开始质问他的身份。安东尼辩称自己一直有这个标记，但海伦还是要安东尼载她回家。途经高速公路时，两人在车上吵架，致使车子出事故，两位乘客预计当场死亡。
第二天，亚当穿上安东尼的衣服。他打开了早些时候从事务所拿到的加密信件，发现里面装着仅限特定会员使用的地下俱乐部钥匙。海伦洗完澡出来，叫亚当打电话给他母亲，之后进了卧室。亚当问海伦晚上有没有做什么，表示自己要出门。临出门打开卧室门时，他没有看到海伦，却发现一张有整个房间大的蜘蛛畏缩在后墙上。一脸沮丧的亚当叹了口气。

## 演员
- 杰克·吉林哈尔 饰 亚当·贝尔 / 安东尼·克莱尔（ / ）
- 梅蘭妮·蘿倫 饰 玛丽（Mary）
- 莎拉·加顿 饰 海伦·克莱尔（Helen Claire）
- 伊莎貝拉·羅塞里尼 饰 母亲
- 凯达·布朗（Kedar Brown）饰 门卫
- 达里尔·迪恩（Darryl Dinn） 饰 影碟店职员
- 乔舒亚·皮斯（Joshua Peace）饰 卡尔（Carl），亚当的同事
- 蒂姆·波斯特（Tim Post）饰 安东尼公寓门房
- 米沙·海斯特德（Misha Highstead）、梅根·曼恩（Megan Mane）、亚历克西·尤佳（Alexis Uiga）饰 暗室中的女性
- 简·莫法特（Jane Moffat）饰 伊芙（Eve，未列入演职员表）
- 史蒂芬·R·哈特（英语：Stephen R. Hart） 饰 保镖（未列入演职员）

## 制作
主体摄影于2012年5月22日在多伦多开始。

## 分析

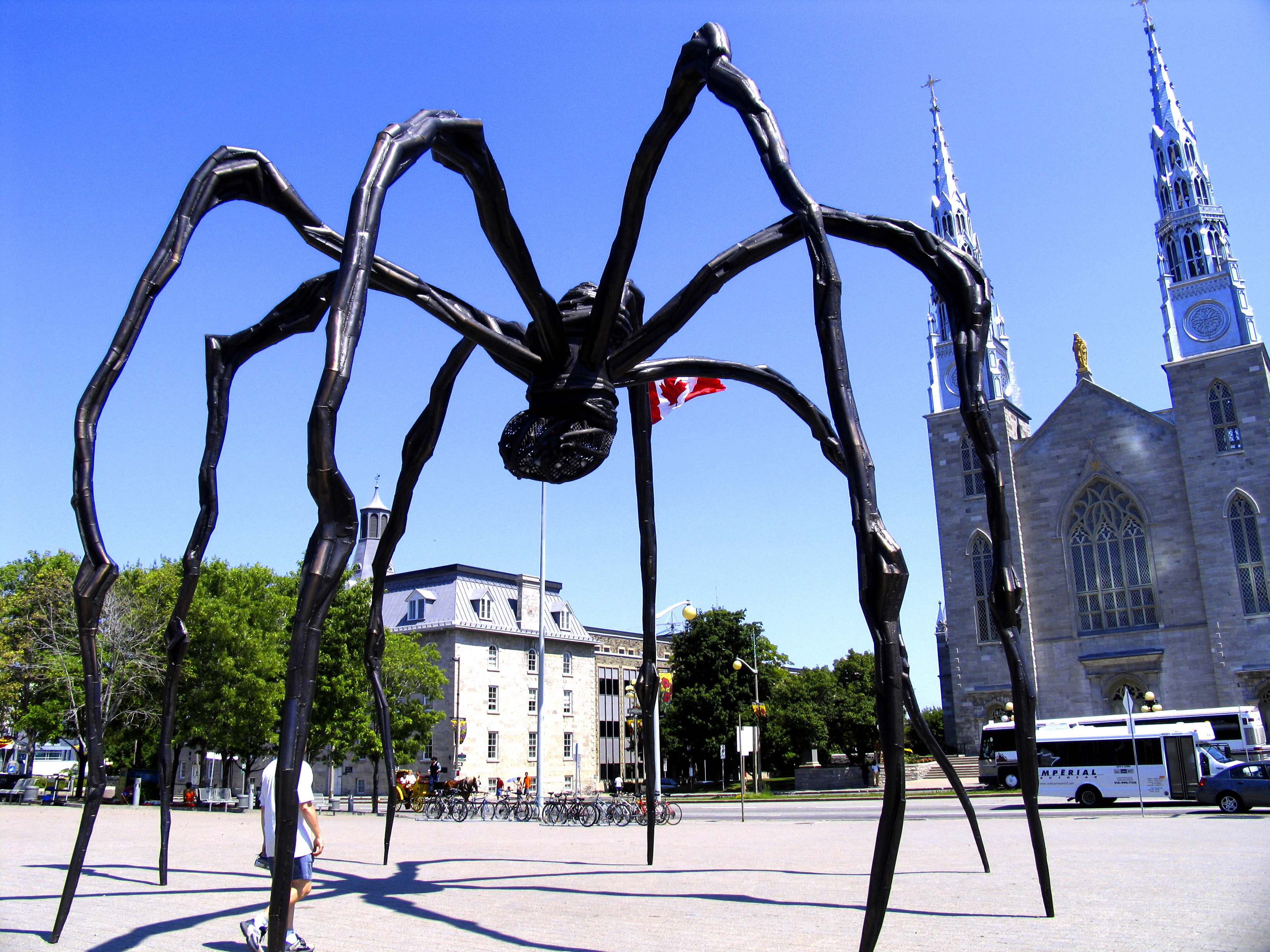
渥太华加拿大國立美術館门外的路易丝·布儒瓦雕塑作品《妈妈》。YouTube影评人克里斯·斯塔克曼认为蜘蛛在《宿敌》中象征着主角对女性的看法。

Indiewire的评论将电影和克里斯托弗·诺兰的《记忆碎片》比较，认为这是一部“引人入胜的卡夫卡式挑衅性心理惊悚片”，“不会轻易揭开自己的面纱”。导演维伦纽瓦和主演吉伦哈尔表示，他们希望影片是对潜意识的一场具有挑战性的探索。在维伦纽瓦看来，《宿敌》的最终主题是重复：生活和学习的时候如何避免重蹈覆辙。
谈到两位体征一样的角色时，维伦纽瓦说道：“你不知道，事实上他们是两个人，或者从潜意识角度来看，他们是一个人。或者说，这或许是一个人的两面......或是从中看到另一个自己的奇妙事件。”吉伦哈尔表示《宿敌》“关于一位已婚男性，他的老婆怀孕，他有外遇。他必须搞清楚自己的身份，在他承诺自己要过着成年人的生活前。”
《Slate》的弗雷斯特·惠克曼（Forrest Wickman）指出，影片开头的文字“混乱是尚未解密的秩序”出自电影原著小说、何塞·萨拉马戈的《双生》。惠克曼认为《宿敌》“暗喻了处在极权国家而不知情的生活”，补充称影片讽刺性的中心意味是，尽管主角是极权主义政府专家，他并不认为网络发展已经超越了城市，直到他已经深陷其中。在他看来，《宿敌》认为这种创造极权主义政权的倾向也是人性的一部分，来自于我们自己。他引用了维伦纽瓦的评论：“有时你的无法控制来自潜意识的强迫症......他们是我们内心的独裁者。”

## 评价
电影获得影评人的普遍好评，许多人认为影片参考了大卫·林奇作品的风格和气氛。汇总媒体烂番茄评论115条，新鲜度71%，平均分6.54/10。网站共识写道：“多亏了杰克·吉伦哈尔卓越的演技和丹尼斯·维伦纽夫聪慧的执导。《宿敌》打造了一部紧张、非比寻常的冒险惊悚片。”Metacritic评论26条，平均分61/100，表示“普遍好评”。《纽约时报》的A·O·斯科特写道：“无论如何，《宿敌》大部分乐趣都是紧密织造、专业拍摄的，体现在吉伦哈尔俏皮而微妙的表演中......影片的风格诱人而骇人，精妙使用了深沉和黄色色调，与聒噪、惊悚的音乐制作焦虑相互映衬。”Film.com的大卫·艾利希（David Ehrlich）认为《宿敌》的结局是有史以来最恐怖的。
在北美，影片最初仅在一家影院放映，票房16,161美元。后来影片放映规模扩大到120家影院，国内票房增至1,008,726美元。加上海外票房2,388,721美元，影片票房合共3,397,447美元。